# Paul Vixie
Paul Vixie é um pioneiro da Internet estadunidense. É autor de diversos Request for Comments e de programas Unix.
Obteve um doutorado em ciência da computação na Universidade Keio em 2011.
Em 2014 Vixie foi induzido no Internet Hall of Fame como inovador.

## Publicações
- Vixie, Paul; Avolio, Frederick M. (1995). Sendmail: Theory and Practice. Maynard, Mass: Digital Press. ISBN 1-55558-127-7